# Young Zee
Young Zee ist ein amerikanischer Rapper aus Newark, New Jersey. Er war eine lange Zeit Mitglied der Hip-Hop-Gruppe Outsidaz. Bekannt wurde er vor allem durch seinen Beitrag That’s My Nigga for Real zum Soundtrack des Films 8 Mile (2002).

## Diskographie

### Soloprojekte (Young Zee)
- Musical Meltdown (1996)
- Everybody Get (Vinyl-Single, 1996)
- Solo Shit Promo (Vinyl-Single, 2000)
- Chips Like This  (Vinyl-Single, 2003) (mit Lady Luck)
- Sex, Guns, Blunts & Stories Vol. 1 (2006)
- Musical Meltdown Pt. 2 (2014)

### Gruppenprojekte (Outsidaz)
- Unreleased Demo CD (1998)
- Rush Ya Clique (Original) (Vinyl-Single, 1999)
- Macosa & Do It with a Passion (Vinyl-Single, 1999)
- Night Life EP (1999)
- The Rah Rah (Promo-Single, 2000)
- Keep On & Done in the Game (Vinyl-Single, 2000)
- Keep On UK (Vinyl-Single, 2001)
- The Bricks (2001)
- I’m Leavin’ (UK-Single, 2002)

### Features
- 1996: Fugees – Cowboys (Album: The Score)
- 1997: Govna Mattic – Family Day (Album: Family Day & Vision Vinyl-Single)
- 1998: Bizarre – Get the Dick (Raw Mix) (Album: Attack of the Weirdos)
- 1998: Redman – Cloze Ya Doors (Album: Doc's Da Name 2000 LP)
- 1999: Pacewon – Outsidaz Rolecall (Album: The Pacewon Affect (Promo-LP))
- 1999: Pacewon – Nobody (Album: The Pacewon Affect (Promo-LP))
- 1999: Pacewon – You Don't Want It (Album: The Pacewon Affect (Promo-LP))
- 2000: Reks – Final Four (Album: Skills 101 & Science of Life & Final Four Vinyl-Single)
- 2000: DJ Miz – Keep On (DJ Miz Mix) (Album: The Illadelph Project)
- 2001: Masta Ace – Something's Wrong (Album: Disposable Arts)
- 2002: Pacewon – Money Hungry & Thievz (Skit) (Album: Won)
- 2002: Pacewon – Thievz Theme & Upper And Downer (Skit) (Album: Won)
- 2002: Pacewon – What You Know (Album: Won)
- 2002: Pacewon – Loon (Skit) & Nobody (Album: Won)
- 2002: Pacewon – Fresh (Album: Won)
- 2002: Pacewon – I'm Leavin' (Album: Won)
- 2002: VA – That's My Nigga Fo’ Real (Album: 8 Mile Soundtrack)
- 2002: DJ Green Lantern – Young Zee Freestyle (Album: Invasion I: Shady Records Mix Tape)
- 2003: DJ Butter – A Call to Young Zee (Intro) (Album: Blunted Volume 3)
- 2003: DJ Butter – Everybody Get (DJ Butter Motown Mix) (Album: Blunted Volume 3)
- 2003: DJ Butter – Macosa (DJ Butter Mix) (Album: Blunted Volume 3)
- 2003: DJ Butter – Keep On (DJ Butter-I Can Mix) (Album: Blunted Volume 5)
- 2004: DJ Pudgee-P – Stunt 187 (Album: Tha Riot Squad Part 4 (Man Down))
- 2004: DJ Pudgee-P – Freestyle (Album: Tha Riot Squad Part 4 (Man Down))
- 2004: Madlib – Who You Be (Madlib Remix) (Album: Mind Fusion Volume 1)
- 2004: DJ Exclusive – Yo! (Album: Backed By The Streets)
- 2004: DJ Pudgee-P – We Came to Party (Album: American Psycho)
- 2004: Crooked I – Zee & Me (Album: Young Boss Volume 1)
- 2004: Mu – Nothin (Album: The Flood Mixtape)
- 2004: DJ Kay Slay + Clinton Sparks – No Airplay (Album: Kill Yourself Part 1)
- 2004: Tapemasters Inc. + DJ L – Prices on My Head (Album: The Damage Is Done)
- 2004: Rah Digga – Succafreezy
- 2005: Casual – Bay Vs. Bricks (Album: Smash Rockwell LP)
- 2007: Celebrity – Young Zee Speaks (Album: The Beginning of the End Mixtape)
- 2007: Celebrity – Young Zee Speaks Pt. 2 (Album: The Beginning of the End Mixtape)
- 2007: Celebrity – Big Band (Album: The Beginning of the End Mixtape)
- 2007: D.U. - We True Emceez
- 2007: Yah Yah – Right Back On It (With Intro) (Album: Get to Know Me Mixtape)

### Live-Performances/Freestyles/Radio-Songs
- 1999: Young Zee + Pace Won – Halftime Show Freestyle (WNYU's Halftime Show Freestyle (Hosted By DJ Eclipse) (89.1 FM))
- 1999: Young Zee – Freestyle (Live at Tramps NYC) (Young Zee Live-Performances & Freestyles)
- 2000: Young Zee + Pace Won + Axe – Westwood Freestyle (Outsidaz Live at Tim Westwood Show)
- 2003: Young Zee – Outhouse Freestyle (Eyes on Hip Hop: The Chronicles DVD)
- 2005: Bizarre + Kon Artis + Young Zee + Redman – BIG Chix (Remix) (Shade 45 Radio Songs & Freestyles)
- 2007: Young Zee – 152 Freestyle (Live at Why-G's Record Release Party)
- 2007: Young Zee – That’s My Nigga Fo’ Real (Live At Why-G's Record Release Party)